# Célio Silva
Vagno Célio do Nascimento Silva (Miracema, Río de Janeiro, Brasil, 20 de mayo de 1968), más conocido como Célio Silva es un exfutbolista y entrenador de fútbol brasileño. Jugó como defensa.

## Trayectoria
Como futbolista desarrolló su carrera principalmente en clubes de Brasil, además de registrar pasos por el SM Caen de Francia y la Universidad Católica de Chile.
En julio de 1997, Silva logró un acuerdo para fichar por el Manchester United inglés, quien pagaría site millones de libras esterlinas por sus derechos al Corinthians, más no logró obtener un permiso de trabajo, al no cumplir con el requisito de partidos internacionales con su selección. Manchester United terminó a la larga, fichando al central noruego Henning Berg.

## Selección nacional
Fue internacional con la Selección de fútbol de Brasil en 11 ocasiones entre 1992 y 1997, ganando la Copa América 1997 disputada en Bolivia. En esa ocasión jugó con la camiseta número 15.

### Participaciones en Copa América
| Copa              | Sede    | Resultado |
| ----------------- | ------- | --------- |
| Copa América 1997 | Bolivia | Campeón   |

## Clubes

### Como futbolista
| Club                 | País    | Año       |
| -------------------- | ------- | --------- |
| Americano            | Brasil  | 1986-1988 |
| Vasco da Gama        | Brasil  | 1988-1990 |
| Internacional        | Brasil  | 1991-1993 |
| SM Caen              | Francia | 1993-1994 |
| Corinthians          | Brasil  | 1994-1998 |
| Goiás                | Brasil  | 1998      |
| Flamengo             | Brasil  | 1999      |
| Mineiro              | Brasil  | 2000      |
| Universidad Católica | Chile   | 2001      |
| Americano            | Brasil  | 2003      |

### Como técnico
| Club       | País   | Año  |
| ---------- | ------ | ---- |
| Tupy       | Brasil | 2009 |
| São Mateus | Brasil | 2010 |
| Londrina   | Brasil | 2010 |